# Libro delle tre scritture

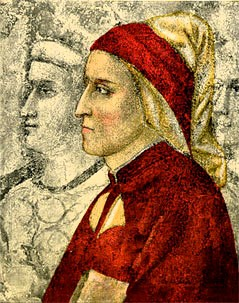
Pisząc "Boską komedię" Dante Alighieri wzorował się zapewne między innymi na dziele Bonvesina della Riva

Libro delle tre scritture – poemat średniowiecznego włoskiego poety Bonvesina della Riva. Powstał zapewne przed 1274 rokiem. Strukturą i tematyką przypomina późniejszą Boską komedię Dantego Alighieriego. Składa się z trzech części zatytułowanych Scrittura nigra, Scrittura rugia i Scrittura aurea. Liczy ponad 2000 wierszy. Część pierwsza opowiada o ludzkim życiu i karach piekielnych dla grzeszników, część druga mówi o męce i śmierci Chrystusa, a część trzecia o raju. Utwór został napisany przy użyciu strof czterowersowych o tym samym rymie we wszystkich wersach.
In nom de Jesu Criste e de sancta Maria

Quest’ovra al so honor acomenzadha sia:

Ki vol odir cuintar parol de baronia,

Sì olza e sì intenda per soa cortesia.
Za sprawą omawianego poematu Bonvesin della Riva stał się jednym z prekursorów Dantego.